# Anthodioctes flavoalveolatus
Anthodioctes flavoalveolatus là một loài Hymenoptera trong họ Megachilidae. Loài này được Urban mô tả khoa học năm 2007.